# Ciasna
Ciasna (in tedesco Cziasnau, dal 1936 al 1945 Teichwalde) è un comune rurale polacco del distretto di Lubliniec, nel voivodato della Slesia.
Ricopre una superficie di 134,17 km² e nel 2004 contava 7 989 abitanti.